# موسهل (كورنوال)
موسهل (بالإنجليزية: Mousehole)‏ هي قرية تقع في المملكة المتحدة في كورنوال. يقدر عدد سكانها بـ 697 نسمة .